# Minnesota Wild
A Minnesota Wild egy amerikai jégkorongcsapat. Tagja a National Hockey League-nek, jelenleg a Nyugati főcsoport Központi divíziójában szerepel. A csapat eddigi története során négyszer jutott be a rájátszásba, és egyszer volt divízió győztes.

## Jelenlegi keret
2012 február 11

### Csatárok
- 96  Pierre-Marc Bouchard
- 21  Kyle Brodziak
- 26  Eric Christensen
- 22  Cal Clutterbuck
- 7  Matt Cullen (A)
- 15  Dany Heatley (A)
- 25  Nick Johnson
- 28  Matt Kassian
- 9  Mikko Koivu (C)
- 48  Guillaume Latendresse
- 45  Carson MacMillan
- 79  Jarod Palmer
- 43  Warren Peters
- 14  Darrol Powe
- 10  Devin Setoguchi
- 16  Brad StaubitzDevan Dubnyk

### Hátvédek
- 44  Justin Falk
- 2  Mike Lundin
- 39  Nate Prosser
- 55  Nick Schultz (A)
- 46  Jared Spurgeon
- 4  Clayton Stoner
- 5 Greg Zanon
- 3  Marek Židlický

### Kapusok
- 40  Devan Dubnyk

- 37  Josh Harding
- 32  Niklas Bäckström

## Csapatkapitányok
Megjegyzés: A csapatnak fennállása óta egyszer sem volt állandó csapatkapitánya. Minden hónapban más-más játékost jelölnek ki erre a posztra. Egyes játékosokat akár többször is.
- Sean O'Donnell, 2000 október
- Scott Pellerin, 2000 november
- Wes Walz, 2000 december
- Brad Bombardir, 2001 január és február
- Darby Hendrickson, 2001 március és április
- Jim Dowd, 2001 október
- Filip Kuba, 2001 november
- Brad Brown, 2001 december és 2002 január
- Andrew Brunette, 2002 február–április
- Brad Bombardir, 2002 október és november
- Matt Johnson, 2002 december
- Sergei Zholtok, 2003 január
- Brad Bombardir, 2003 február–április, playoff
- Brad Brown, 2003 október
- Andrew Brunette, 2003 november
- Richard Park, 2003 december
- Brad Bombardir, 2004 január
- Jim Dowd, 2004 február
- Andrew Brunette, 2004 március, április
- Nincs kapitány, 2004–2005-ös NHL-lockout
- Alex Henry, 2005 október
- Filip Kuba, 2005 november
- Willie Mitchell, 2005 december és 2006 január
- Brian Rolston, 2006 február
- Wes Walz, 2006 március és április
- Brian Rolston, 2006 október és november
- Keith Carney, 2006 december
- Brian Rolston, 2007 január
- Mark Parrish, 2007 február–április, playoff
- Pavol Demitra, 2007 október
- Brian Rolston, 2007 november
- Mark Parrish, 2007 december
- Nick Schultz, 2008 január
- Mikko Koivu, 2008 február
- Marian Gaborik, 2008 március, április, playoff
- Mikko Koivu, 2008 október és november
- Kim Johnsson, 2008 december

## Klubrekordok
Pályafutási rekordok (csak a Wild-dal)
- Legtöbb pont: 437, Marián Gáborik

Szezonrekordok
- Legtöbb gól: 42, Marián Gáborik (2007–2008)
- Legtöbb gólpassz: 50, Pierre-Marc Bouchard (2007–2008)
- Legtöbb pont: 83, Marián Gáborik (2007–2008)
- Legtöbb pont (hátvéd): 46, Brent Burns (2010–2011)
- Legtöbb pont (újonc): 36, Marián Gáborik (2000–2001)
- Legtöbb kiállitásperc: 201, Matt Johnson (2002–2003)

Kapusrekordok - pályafutás
- Legtöbb győzelem: 141, Niklas Bäckström

Kapusrekordok - szezon
- Legtöbb shutout: 8, Niklas Bäckström (2008–2009)
- Legtöbb győzelem: 37, Niklas Bäckström (2008–2009)

## Visszavonultatott mezszámok
- 9 Mikko Koivu (2022)[2]

## Külső hivatkozások
- A Minnesota Wild hivatalos weboldala Archiválva 2010. március 22-i dátummal a Wayback Machine-ben
- A National Hockey League hivatalos weboldala